# مارمولکان استرالیایی
مارمولکان استرالیایی (به لاتین: Pygopodidae)، معمولاً به عنوان مارمولک بی‌پا، مار-مارمولک‌ها یا مارمولک پاکوتاه، یک خانواده از پولک‌داران با اندام کاهش‌یافته یا بدون اندام و یک نوع گکو هستند. حداقل ۳۵ گونه در دو زیرخانواده و هشت سرده قرار می‌گیرند. آن‌ها بدن‌های بلند و باریک غیرمعمولی دارند که به آن‌ها شباهت زیادی به مارها می‌دهد. آن‌ها مانند مارها و بیشتر مارمولک‌ها پلک ندارند، اما برخلاف مارها، سوراخ گوش بیرونی و زبان صاف و بدون چنگال دارند. آنها بومی استرالیا و گینه نو هستند.

## آرایه‌شناسی
مارمولکان استرالیایی یکی از چندین خانواده آرایه‌شناختی گکوها است و نزدیک‌ترین خانواده به دو خانوادهٔ گکوهای استرالیایی دیگر یعنی انگشت‌شاخگان و دوگانه‌انگشتان است.

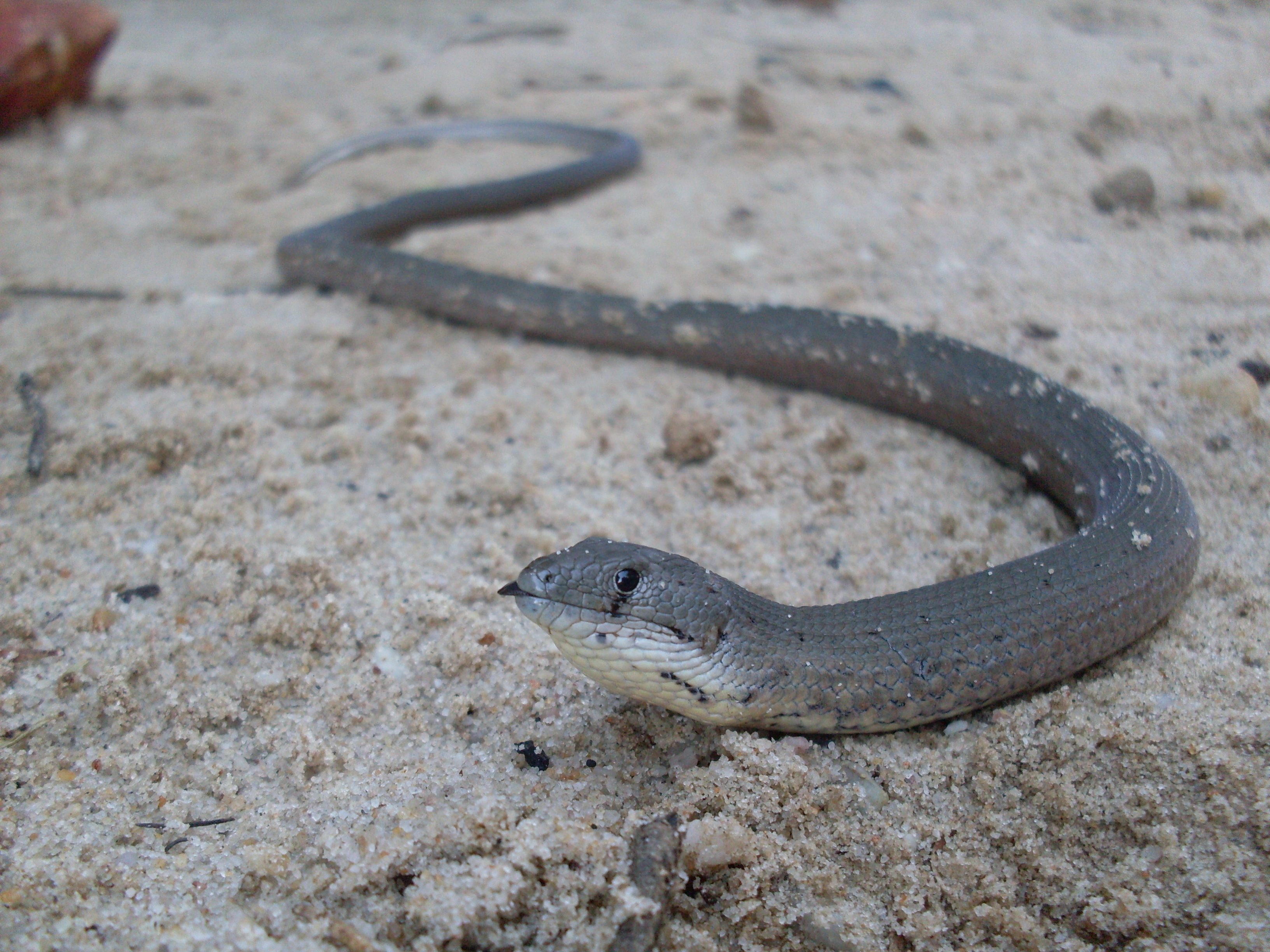
Pygopus lepidopodus